# Śródmieście (Świnoujście)

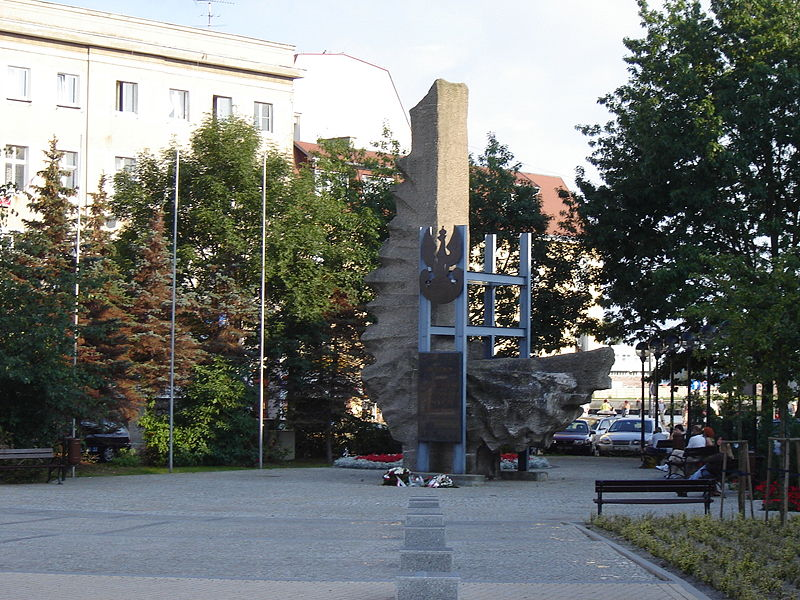
Pomnik poświęcony Bohaterom Walki o Niepodległość RP

Śródmieście – dzielnica Świnoujścia, stanowiąca jego centrum administracyjne, handlowe i usługowe. Znajduje się tu m.in. gmach główny Poczty Polskiej, liczne sklepy, kioski,  apteki, pasaże handlowe, Sanepid, ośrodek zdrowia. W tej części występuje duża koncentracja banków i innych instytucji finansowych. Znajduje się tutaj również pomnik poświęcony Bohaterom Walki o Niepodległość Rzeczypospolitej oraz kościół Chrystusa Króla. Zabudowa tej części miasta to przede wszystkim  secesyjne budynki i odremontowane kamienice  z końca XIX wieku i z początku XX wieku oraz współczesna zabudowa mieszkaniowa w postaci wieżowców.